# Olimpiada Internațională de Matematică din 2011
Olimpiada Internațională de Matematică din 2011 a fost cea de-a 52-a ediție a Olimpiadei Internaționale de Matematică (cunoscută și sub acronimul OIM), care a avut loc la Amsterdam în Țările de Jos între 12 și 24 iulie 2012.
La această ediție au participat 101 țări, dintre care echipa Chinei a câștigat medalia de aur pe echipe cu 189 de puncte. Pe locurile doi și trei s-au clasat echipele Statelor Unite ale Americii (cu 184 de puncte) și Singapore (cu 179 de puncte). România a ocupat locul 8 cu 154 de puncte.

## Clasamentul pe țări
| Loc | Țară           | Punctaj    |
| --- | -------------- | ---------- |
| 1   | China          | 189 puncte |
| 2   | SUA            | 184 puncte |
| 3   | Singapore      | 179 puncte |
| 4   | Rusia          | 161 puncte |
| 5   | Thailanda      | 160 puncte |
| 6   | Turcia         | 159 puncte |
| 7   | Coreea de Nord | 157 puncte |
| 8=  | România        | 154 puncte |
| 8=  | Taiwan         | 154 puncte |
| 10  | Iran           | 151 puncte |